# Léopold Presseq
Léopold Presseq est un homme politique français né le 24 octobre 1870 à Meauzac (Tarn-et-Garonne) et décédé le 9 mars 1943 à Meauzac.

## Biographie
Issu d'une vieille famille locale, il reprend la direction de la briqueterie familiale. Il succède également à son père comme maire de Meauzac en 1919. La même année, il est conseiller d'arrondissement et sera conseiller général du canton de Castelsarrasin de 1919 à 1940.
Il est élu sénateur de Tarn-et-Garonne lors d'une partielle en 1935. Le 10 juillet 1940, il vote les pleins pouvoirs au maréchal Pétain et se retire de la vie politique.

## Sources
- Ressource relative à la vie publique :   - Sénat
- « Léopold Presseq », dans le Dictionnaire des parlementaires français (1889-1940), sous la direction de Jean Jolly, PUF, 1960 [détail de l’édition]